# Francesco Paolucci
Francesco Paolucci (Forlì, Agosto de 1581 - Roma, 9 de julho de 1661) foi um cardeal do século XVIII

## Biografia
Nasceu em Forlì em Agosto de 1581. Dos condes de Calboli. Segundo dos quatro filhos de Giovanni Paolucci e Bernardina Maseri; os outros filhos eram Lucrezia Ginevra, Giuseppe e Ludovica. Tio do Cardeal Stefano Agostini (1681). Tio-avô do Cardeal Fabrizio Paolucci (1697).
Educado por Cesare Baronio; tornaram-se amigos muito próximos. Estudou literatura e mais tarde, em 1605, direito.
Como filho único, ele estava destinado ao casamento contra sua vontade. Aos doze anos foi a Roma chamado por seu tio Fabrizio Paolucci, bispo eleito de Città della Pieve, e que o confiou à cúria do cardeal Cesare Baronio. Defendeu causas na Cúria Romana com grande sucesso e reconhecimento. Auditor do camerlengo da Santa Igreja Romana no pontificado do Papa Paulo V. Recusou diversas ofertas de promoção ao episcopado feitas pelo Papa Gregório XV. Prelado papal. Referendário dos Tribunais da Assinatura Apostólica de Justiça e de Graça, 20 de abril de 1626. Secretário da SC do Concílio Tridentino, 1627; ocupou o cargo por trinta anos. Recusou diversas ofertas de promoção ao episcopado feitas pelo Papa Urbano VIII. Consultor do SC da Inquisição Romana e Universal. Examinador de bispos. Secretário do SC de Imunidade Eclesiástica (?). O mesmo papa planejou criá-lo cardeal, mas morreu antes que a promoção ocorresse.
Criado cardeal sacerdote no consistório de 9 de abril de 1657; recebeu o chapéu vermelho e o título de S. Giovanni a Porta Latina, 23 de abril de 1657. Prefeito do SC do Concílio Tridentino, 9 de abril de 1657 até 9 de julho de 1661.
Morreu em Roma em 9 de julho de 1661. Exposto e sepultado em frente ao altar-mor da igreja de S. Maria in Vallicella, Roma.